# Olivos
Cet article possède un paronyme, voir Olivo.

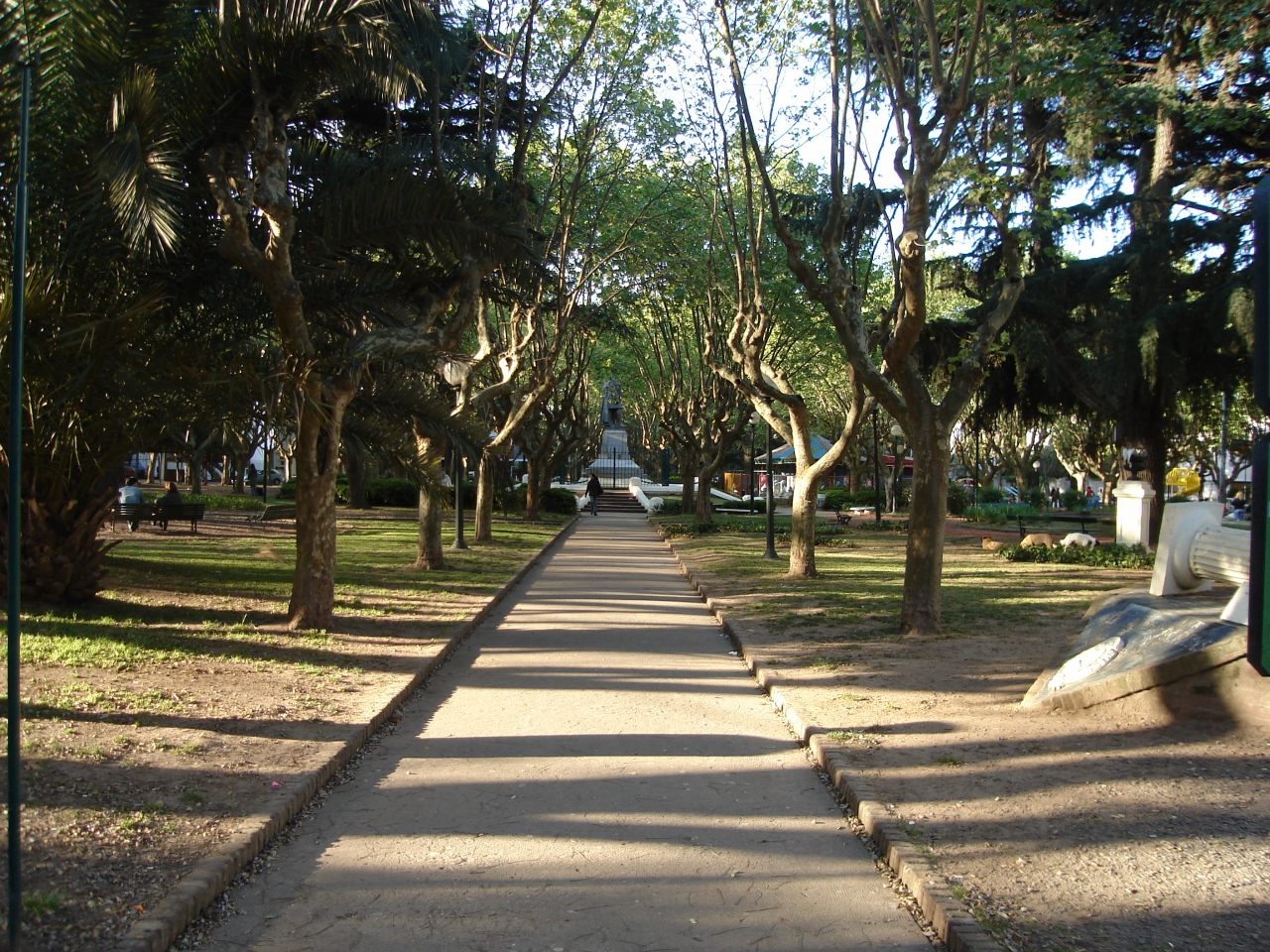
La Place d'Olivos

Olivos est une localité d'Argentine, située dans la province de Buenos Aires, dans le partido de Vicente López, dont elle est le chef-lieu. La ville se trouve à 22 kilomètres du centre de Buenos Aires, au nord-ouest de l'agglomération, sur la rive sud du río de la Plata.
Olivos est entourée des localités de Martínez (partido de San Isidro) au nord, de Munro à l'ouest, de La Lucila à l'est, et de Vicente López ainsi que de Florida au sud.

## Superficie et population
La localité occupe une superficie d'environ 7,7 km². C'est la localité la plus peuplée du partido, avec 75.527 habitants selon le recensement de 2001, soit 27,6 % du total du partido. En 1991 on avait compté 80 658 personnes. La baisse est donc de 6,4 % entre les deux recensements.

## Galerie

Le partido de Vicente López
carte des localités du partido de Vicente López
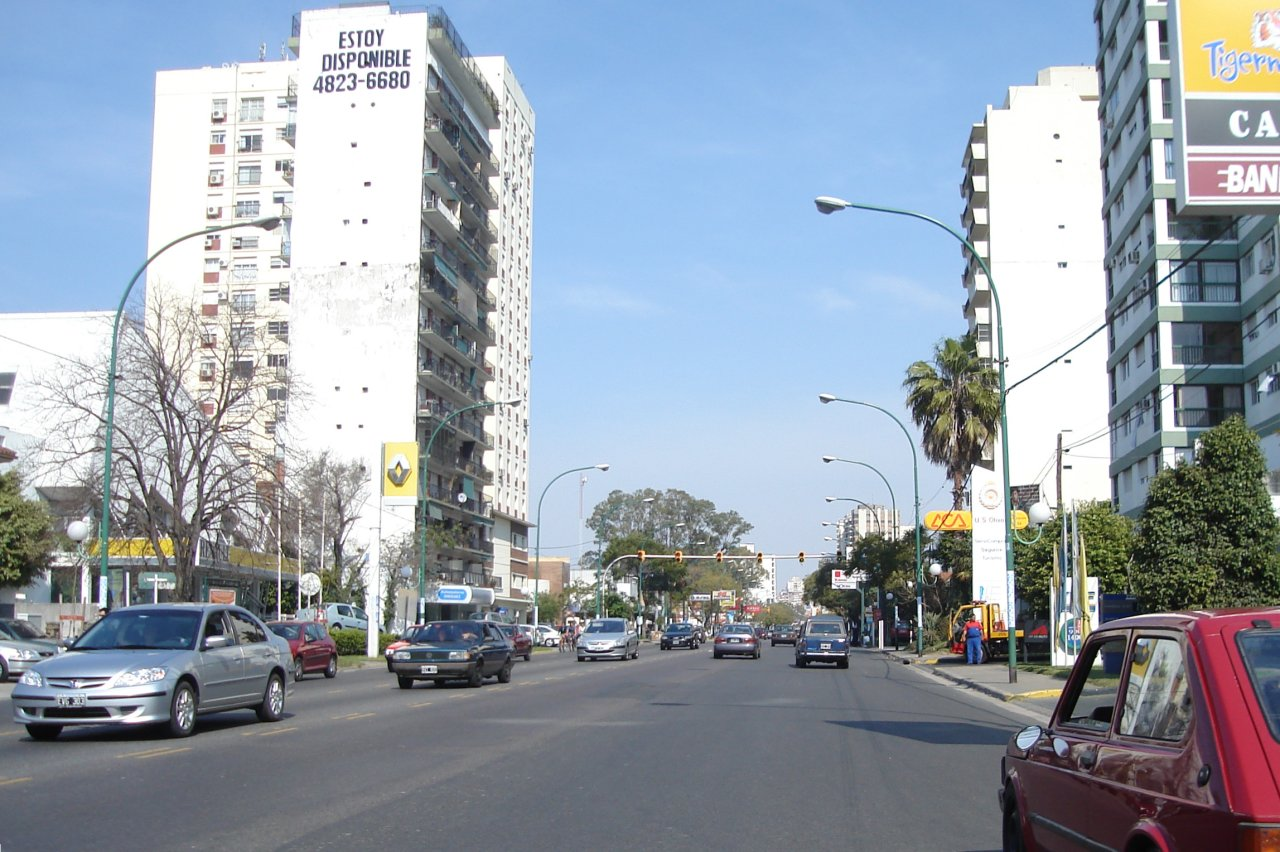
L' Avenida del Libertador dans sa traversée d'Olivos

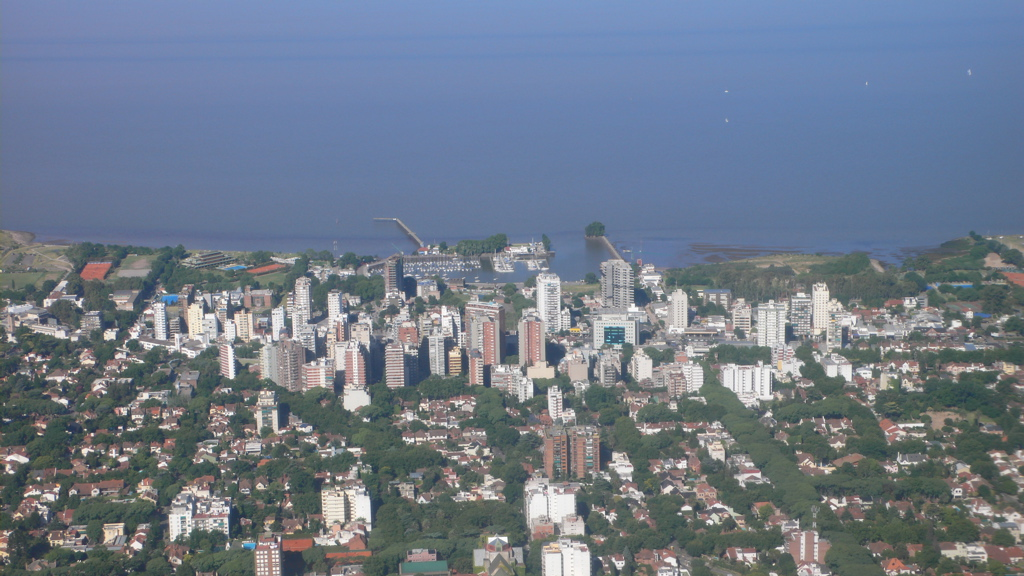
Olivos vu du ciel et le río de la Plata.
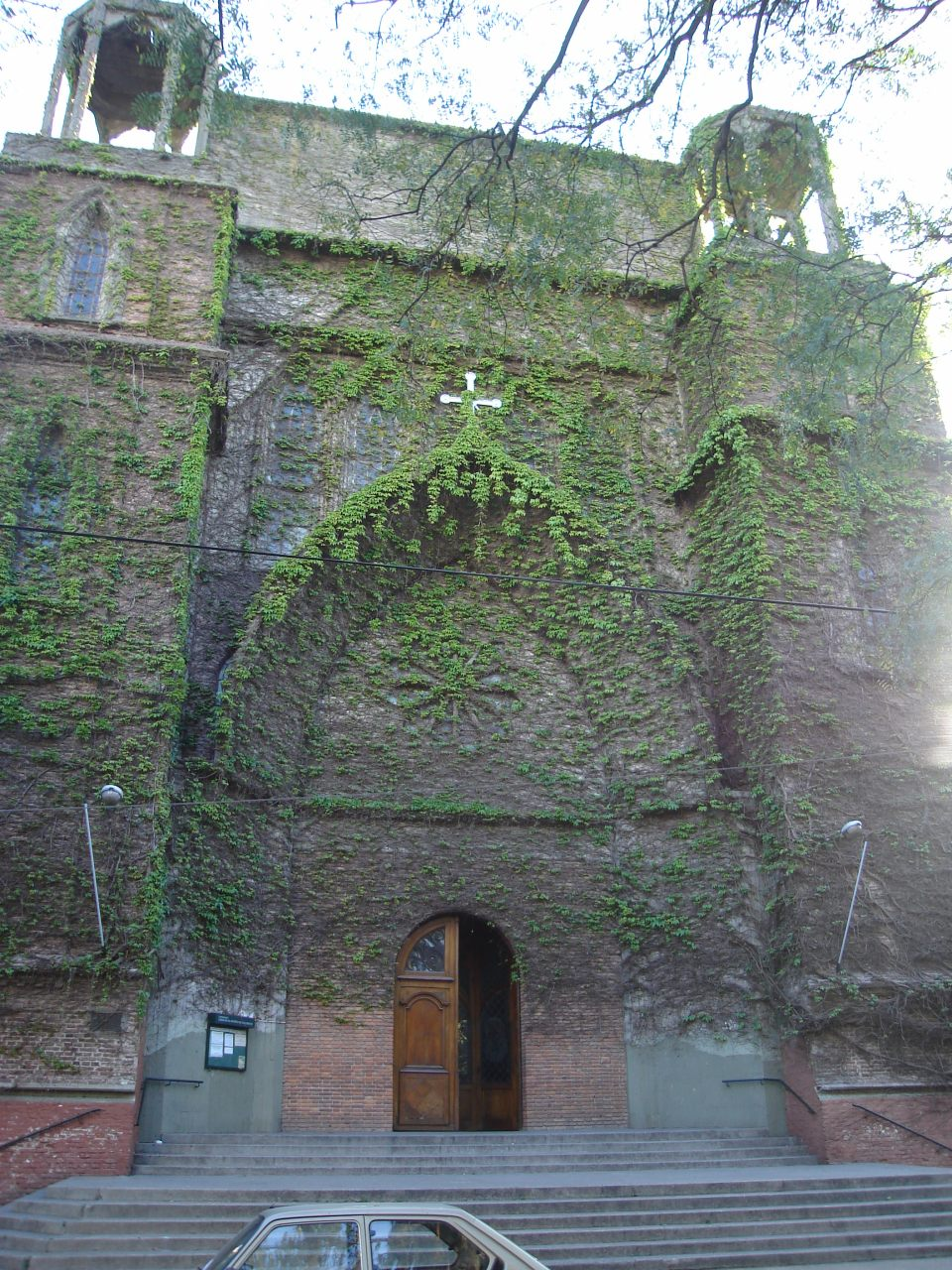
L'église Jesús en el Huerto de los Olivos - extérieur
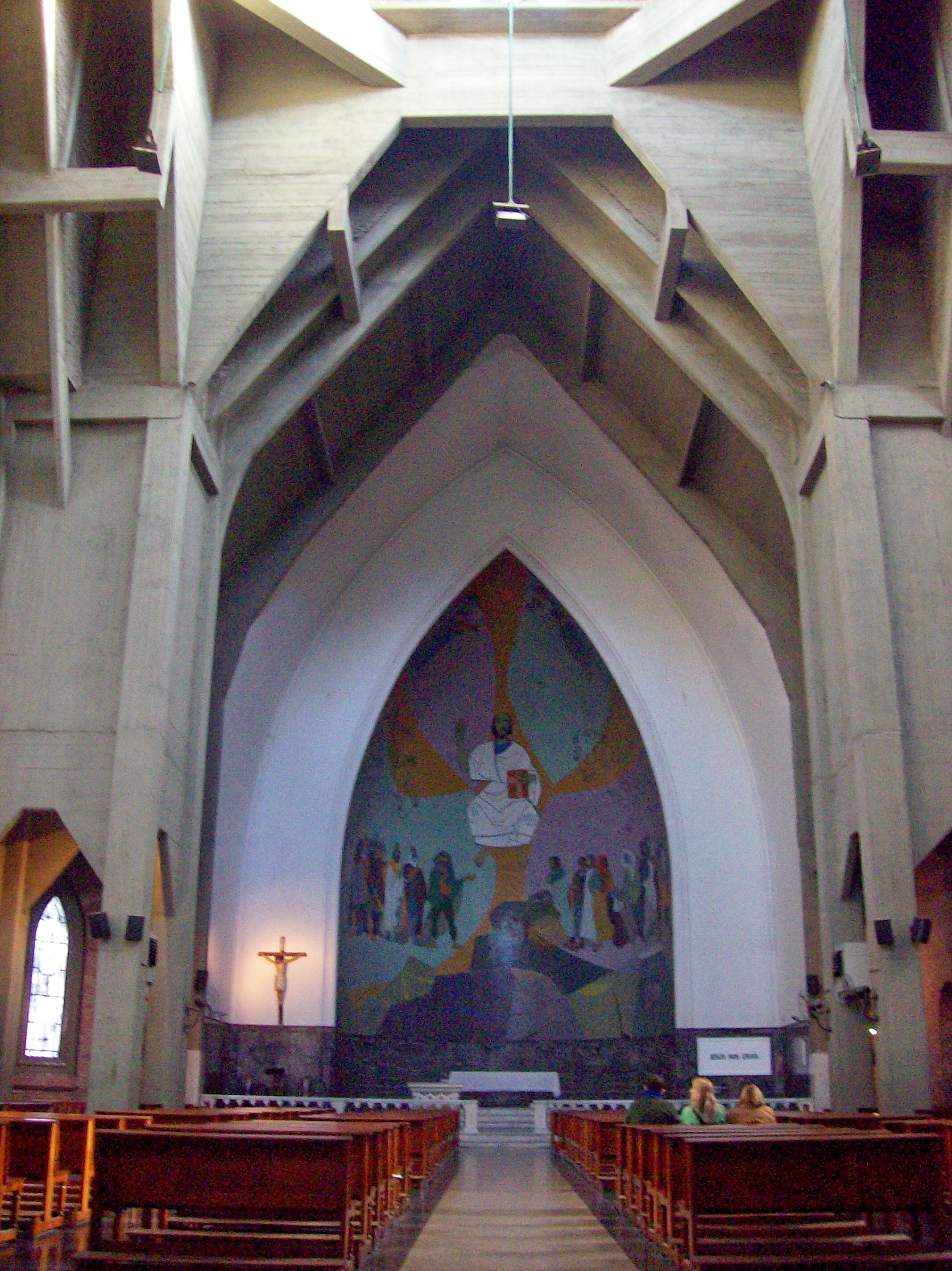
L'église Jesús en el Huerto de los Olivos - vue intérieure